# Sennybridge
Sennybridge (in gallese: Pont Senni) è un villaggio del Galles centro-meridionale, facente parte della contea di Powys (contea tradizionale: Brecknockshire/Breconshire) e della community di Maescar e situato nell'area delle Brecon Beacons e lungo la confluenza tra i fiumi Usk e Senni.

## Etimologia
Il toponimo Sennybridge/Pont Senni significa letteralmente "ponte sul (fiume) Senni".

## Geografia fisica

### Collocazione
Sennybridge si trova nella parte meridionale della contea di Powys, a metà strada tra Llandovery e Brecon (rispettivamente ad est della prima e ad ovest della seconda). Da Brecon dista circa 8 miglia..

## Edifici e luoghi d'interesse

### Castell Du
A Sennybridge si trovano le rovine del Castell Du, conosciuto anche come Castell Rhyd-y-Briw o Castello di Sennybridge, un edificio costruito forse intorno al 1262 per volere di Llywelyn ap Gruffydd.

### Sennybridge Training Area
A Sennybridge si trova inoltre la Sennybridge Training Area, un'area di 29.000 acri, utilizzata dall'esercito britannico per le esercitazioni.